# Greg Kinnear
Gregory „Greg” Kinnear (Logansport, Indiana, 1963. június 17. –) Oscar-díjra jelölt amerikai színész.
A Talk-Soup című kábeltévés sorozatnak köszönheti hírnevét. Oscar-jelölését 1998-ban a Lesz ez még így se! című filmért kapta. Ezen kívül szerepelt még a Sabrina, A család kicsi kincse, a Legyőzhetetlen és a Zöld Zóna produkciókban.

## Gyermekkora és kezdeti pályafutása
Az Indiana állambeli Logansportban született Edward Kinnear (hivatásos diplomata, az Amerikai Egyesült Államok külügyminisztériumában) és Suzanne Buck gyermekeként. Van két bátyja, James és Steven. Apja munkája miatt a család Washington DC-be költözött, majd Bejrútba, aztán Athénba. Így Greg tagja lett a Foreign Service Brats-nak, majd beíratták az American Community Schoolba. Ekkor szerezte meg első talk show-i tapasztalatát, amikor rádióshow-t vezetett az Iskolai élet, Greg Kinnearral címmel.
Ezután visszatért az Államokba, ahol 1985-ben diplomát szerzett az University of Arizona főiskolán, mint broadcasti újságíró, ezzel rögtön Los Angelesbe költözött. Kinnear tagja volt a főiskolán az Alpha Omega Tau Nemzeti Testvériségnek. 1989-ben egy rövid életű játék show-ban szerepelt, a College Mad House-ban, majd ugyanez, más címmel, a Fun House sem aratott nagy sikert. 1991-ben megírta a sokkal sikeresebb Talk Soupot, amelynek producere és két résznek a házigazdája is volt. Munkásságáért Nappali Emmy-díjat kapott. 1995-ben elhagyta a sorozatot és áttért az NBC által készített Later with Greg Kinnear című késő esti műsorba.

## Filmes karrierje
Greg Kinneart a tv képernyőn először 1988-ban láthatták mint pedagógiai asszisztenst, a What Price Victoryban. A Murder in Mississippiben, a Dillingerben és a Based on an Untrue Storyban is mindössze néhány soros szövege volt. Első igazi szerepét az 1994-es Szupermanus című filmben kapta, ahol gyakorlatilag önmagát alakította mint talk show házigazda. Egy évvel később már sokkal komolyabb szerepben volt látható: az 1995-ös Sabrina című filmben Harrison Ford testvérét játszotta. Alakításáért megkapta első elismerését: a Chicagói Filmkritikusok Egyesülete-díját nyerte el.
1996-ban már főszereplőként tűnt fel mint postahivatalnok, az Égiposta című vígjátékban. Ezután ismét komikus szerep következett James L. Brooks mozijában, a Lesz ez még így se!ben. A meleg művész, Simon Bishop karakteréért megkapta első Oscar és Golden Globe-jelölését. Még ebben az évben A szemünk fénye akcióban egy boldog házasságban élő férfit játszik, akinek sehogy se jön össze a gyerek. 1998-ban Tom Hanks és Meg Ryannel egy romantikus vígjátékban (A szerelem hálójában) játszott együtt. az 1990-es évek végén szuperhős ruhába bújik mint Elképesztő kapitány, a Mystery Men – Különleges hősökben.
A millenniumi év után A nőfaló ufóban Annette Bening és Ben Kingsley mellett volt látható, majd egy kicsi, ám de szórakoztató szerepet tölt be mint szappanopera csillag, a Betty nővérben. Ezen kívül még két filmet vállalt 2000-ben: professzor volt a Lúzer című tini-vígjátékban, ezután pedig Cate Blanchett és Keanu Reevesszel a Rossz álmok című sötét thrillerben szerepelt. Ashley Judd egyik szeretője volt A csábítás elmélete című filmben. Ezután drámai oldalát is megmutatta, amikor szerepelt a Baráti vacsora című tévéfilmben, majd Mel Gibsonnal a Katonák voltunk háborús filmben egy amerikai őrnagy bőrébe bújt.
2006-ban négy filmet is elvállalt. Az első, Jonathan Dayton és Valerie Faris Oscar-díjra jelölt A család kicsi kincse című filmben játszott szerepe volt. Ezután az igaz történeten alapuló a Legyőzhetetlenben edzőt alakít, majd gyorséttermi dolgozó volt a Megetetett társadalomban, végül pedig az Unknown című thrillerben volt látható. A következő évben egy férjet alakít, akit elhagy a felesége, mert a nő rájön, hogy a saját neméhez vonzódik. A film címe A szerelem bősége volt.
Bob Kearns, az ablaktörlő feltalálóját játszotta az Isteni szikra című doku-drámában. Ebben az évben még két vígjátékban is szerepelt: Steve Martin-nal a Bébi mama című filmben, és a Kísértetvárosban.
2010-ben ismét háborús filmben és ismét Matt Damonnal játszott a Zöld Zónában, majd Az utolsó dal című drámában kapott főszerepet. A következő évben öt filmhez is nevét adta: az Isten ments!ben Pierce Brosnannal és Ed Harrisszel látható, majd a The Convincer című krimi-vígjátékban szerepelt, ezután A Kennedy család egyik címszereplőjét alakítja, melyért Emmy-díjra is jelölték. Még ugyanebben az évben a That's What I Am című filmben "csak" a hangját adta, majd a Csak tudnám, hogy csinálja! című vígjátékban ismét Brosnannel látható. 
2012-es, illetve 2013-as filmjei a The English Teacher és a Writers. A 2014-ben bemutatott Igazából mennyország című misztikus, romantikus filmben egy tiszteletest alakít, akinek kisfia járt a mennyországban.

## Magánélete
1999 óta Helen Labdon házastársa. Három gyermekük született: Lily Katherine (2003), Audrey Mae (2006) és Kate "Katie" (2009).

## Filmográfia

### Film
| Év   | Magyar cím                            | Eredeti cím                       | Szerep                                   | Magyar hang           |
| ---- | ------------------------------------- | --------------------------------- | ---------------------------------------- | --------------------- |
| 1994 | Szupermanus                           | Blankman                          | talk show házigazdája                    | Dányi Krisztián       |
| 1995 | Sabrina                               | Sabrina                           | David Larrabee                           | Csankó Zoltán         |
| 1996 | Égiposta                              | Dear God                          | Tom Turner                               | Lux Ádám              |
| 1996 | Beavis és Butt-head lenyomja Amerikát | Beavis and Butt-Head Do America   | Bork ATF-ügynök (hangja)                 |                       |
| 1997 | Szemünk fénye akció                   | A Smile Like Yours                | Danny Robertson                          | Lux Ádám              |
| 1997 | Lesz ez még így se!                   | As Good as It Gets                | Simon Bishop                             | Szabó Sipos Barnabás  |
| 1998 | A szerelem hálójában                  | You've Got Mail                   | Frank Navasky                            | Szabó Sipos Barnabás  |
| 1999 | Mystery Men – Különleges hősök        | Mystery Men                       | Elképesztő Kapitány / Lance Hunt         | Csankó Zoltán         |
| 2000 | A nőfaló ufó                          | What Planet Are You From?         | Perry Gordon                             | Lux Ádám              |
| 2000 | Betty nővér                           | Nurse Betty                       | Dr. David Ravell / George McCord         |                       |
| 2000 | Lúzer                                 | Loser                             | Edward Alcott professzor                 | Tóth Roland           |
| 2000 | Lúzer                                 | Loser                             | Edward Alcott professzor                 | Lux Ádám              |
| 2000 | Rossz álmok                           | The Gift                          | Wayne Collins                            | Lippai László         |
| 2001 | A csábítás elmélete                   | Someone like You                  | Ray Brown                                | Szervét Tibor         |
| 2002 | Katonák voltunk                       | We Were Soldiers                  | Bruce "Snake" Crandall őrnagy            | Kardos Róbert         |
| 2002 | A szexfüggő                           | Auto Focus                        | Bob Crane                                |                       |
| 2003 | Túl közeli rokon                      | Stuck on You                      | Walter Tenor                             | Józsa Imre            |
| 2004 | Godsend – A teremtés klinikája        | Godsend                           | Paul Duncan                              | Stohl András          |
| 2005 | Matador                               | The Matador                       | Danny Wright                             | Szabó Sipos Barnabás  |
| 2005 | Robotok                               | Robots                            | Retesz (hangja)                          | Kőszegi Ákos          |
| 2005 | Gáz van, jövünk!                      | Bad News Bears                    | Ray Bullock                              | Laklóth Aladár        |
| 2005 | Gáz van, jövünk!                      | Bad News Bears                    | Ray Bullock                              | Kárpáti Levente       |
| 2006 | Megetetett társadalom                 | Fast Food Nation                  | Robert Anderson                          | Szabó Sipos Barnabás  |
| 2006 | A család kicsi kincse                 | Little Miss Sunshine              | Richard Hoover                           | Szabó Sipos Barnabás  |
| 2006 | Legyőzhetetlen                        | Invincible                        | Dick Vermeil                             | Dózsa Zoltán          |
| 2006 | Emlékezetkiesés                       | Unknown                           | törött orrú férfi                        | Stohl András          |
| 2007 | A szerelem bősége                     | Feast of Love                     | Bradley Miller                           | Lux Ádám              |
| 2008 | Bébi mama                             | Baby Mama                         | Rob Ackerman                             | Csankó Zoltán         |
| 2008 | Kísértetváros                         | Ghost Town                        | Frank Herlihy                            | Lux Ádám              |
| 2008 | Isteni szikra                         | Flash of Genius                   | Bob Kearns                               | Szabó Sipos Barnabás  |
| 2010 | Zöld zóna                             | Green Zone                        | Clark Poundstone                         | Csankó Zoltán         |
| 2010 | Az utolsó dal                         | The Last Song                     | Steve Miller                             | Csankó Zoltán         |
| 2011 | Vékony jég                            | Thin Ice                          | Mickey Prohaska                          | Kőszegi Ákos          |
| 2011 |                                       | That's What I Am                  | narrátor (hangja)                        |                       |
| 2011 | Isten ments!                          | Salvation Boulevard               | Carl Vanderveer                          | Lux Ádám              |
| 2011 | Csak tudnám, hogy csinálja            | I Don't Know How She Does It      | Richard Reddy                            | Csankó Zoltán         |
| 2012 | Bízz a szerelemben                    | Stuck in Love                     | Bill Borgens                             | Kőszegi Ákos          |
| 2013 | Movie 43: Botrányfilm                 | Movie 43                          | Griffin Schraeder (A csúcspont-szegmens) | Kárpáti Levente       |
| 2013 | Az angoltanárnő                       | The English Teacher               | Dr. Richard Riker                        | Czvetkó Sándor        |
| 2013 | Ron Burgundy: A legenda folytatódik   | Anchorman 2: The Legend Continues | Gary Bragger                             | Csankó Zoltán         |
| 2014 | Igazából mennyország                  | Heaven Is for Real                | Todd Burpo                               | Csankó Zoltán         |
| 2014 | Igazából mennyország                  | Heaven Is for Real                | Todd Burpo                               | Fekete Ernő           |
| 2014 | Rekviem egy macskáért                 | Murder of a Cat                   | Al Ford                                  | Csankó Zoltán         |
| 2016 |                                       | Little Men                        | Brian Jardine                            |                       |
| 2017 | Brigsby mackó                         | Brigsby Bear                      | Vogel nyomozó                            | Gubányi György István |
| 2017 | Ugyanúgy más, mint én                 | Same Kind of Different as Me      | Ron Hall                                 | Csankó Zoltán         |
| 2018 |                                       | Brian Banks                       | Justin Brooks                            |                       |
| 2019 |                                       | Frankie                           | Gary                                     |                       |
| 2019 |                                       | Strange but True                  | Richard Chase                            |                       |
| 2019 | Phil védőbeszéde                      | Phil                              | Phil                                     | Csankó Zoltán         |
| 2019 | Vörös-tenger Búvárparadicsom          | The Red Sea Diving Resort         | Walton Bowen                             |                       |
| 2020 | Rendbontók                            | Misbehaviour                      | Bob Hope                                 | Csankó Zoltán         |
| 2021 | Válság                                | Crisis                            | Geoff Talbot dékán                       | Czvetkó Sándor        |
| 2024 |                                       | Sight                             | Misha Bartnovsky                         |                       |
| 2024 | Időugrás                              | The Present                       | Eric Diehl                               | Lux Ádám              |
| 2024 |                                       | You Gotta Believe                 | Jon Kelly                                |                       |

### Televízió
| Év        | Magyar cím                     | Eredeti cím                                     | Szerep                  | Megjegyzések                                         |
| --------- | ------------------------------ | ----------------------------------------------- | ----------------------- | ---------------------------------------------------- |
| 1988      |                                | What Price Victory                              | tanársegéd              | tévéfilm                                             |
| 1989      | Az élet megy tovább            | Life Goes On                                    | Corey                   | 1 epizód                                             |
| 1990      |                                | Murder in Mississippi                           | riporter                | tévéfilm                                             |
| 1990      |                                | Mancuso, F.B.I.                                 | fényképész              | 1 epizód                                             |
| 1991      |                                | L.A. Law                                        | riporter                | 1 epizód                                             |
| 1991      | A gengszterkirály              | Dillinger                                       | arizonai törvényhozó    | tévéfilm                                             |
| 1991      |                                | Best of the Worst                               | önmaga (házigazda)      |                                                      |
| 1991–1995 |                                | Talk Soup                                       | önmaga (házigazda)      | vezető producer                                      |
| 1993      |                                | Based on an Untrue Story                        | Orlando Chang Stein     | tévéfilm                                             |
| 1994–1996 |                                | Later with Greg Kinnear                         | önmaga (házigazda)      | vezető producer                                      |
| 1998      |                                | The Larry Sanders Show                          | önmaga                  | 1 epizód                                             |
| 2000      |                                | Happily Ever After: Fairy Tales for Every Child | Gavin herceg (hangja)   | 1 epizód                                             |
| 2001      | Baráti vacsora                 | Dinner with Friends                             | Tom                     | - tévéfilm - magyar hangja: - Csankó Zoltán          |
| 2003      | Jóbarátok                      | Friends                                         | Benjamin Hobart         | - 1 epizód - magyar hangja: - Welker Gábor           |
| 2011      | A Kennedy család               | The Kennedys                                    | John F. Kennedy         | - minisorozat (8 epizód) - magyar hangja: - Lux Ádám |
| 2012      | Modern család                  | Modern Family                                   | Tad                     | 1 epizód                                             |
| 2014      |                                | Rake                                            | Keegan Deane            | 13 epizód (vezető producer)                          |
| 2015      | Tömény történelem              | Drunk History                                   | Thaddeus Lowe           | 1 epizód                                             |
| 2016      | Bizonyosság                    | Confirmation                                    | Joe Biden               | - tévéfilm - magyar hangja: - Csankó Zoltán          |
| 2016      | BoJack Horseman                | BoJack Horseman                                 | önmaga (hangja)         | 1 epizód                                             |
| 2018      |                                | Electric Dreams                                 | apa                     | 1 epizód                                             |
| 2018      | Kártyavár                      | House of Cards                                  | Bill Shepherd           | 7 epizód                                             |
| 2018–2019 | A megtörhetetlen Kimmy Schmidt | Unbreakable Kimmy Schmidt                       | önmaga                  | 2 epizód                                             |
| 2019      |                                | The Twilight Zone                               | Lane Pendleton százados | 1 epizód                                             |
| 2020–2021 |                                | The Stand                                       | Glen Bateman            | minisorozat (5 epizód)                               |
| 2022      |                                | Shining Vale                                    | Terry Phelps            | 8 epizód                                             |
| 2022      | Fekete madár                   | Black Bird                                      | Brian Miller            | minisorozat (6 epizód)                               |
| 2023      | Te                             | You                                             | Tom Lockwood            | 3 epizód                                             |

## Díjak és jelölések
Sabrina (1995)
- Díj: Chicagói Filmkritikusok Egyesülete (1996) – Legjobb feltörekvő színész

Lesz ez még így se! (1997)
- Díj: Southeasterni Filmkritikusok Egyesülete (1998) – Legjobb mellékszereplő
- Díj: Nemzeti Filmszemle Társaság (1997) – Legjobb mellékszereplő
- Jelölés: Filmszínészek Egyesülete (1998) – Legjobb férfi mellékszereplő
- Jelölés: Satellite-díj (1998) – Legjobb férfi mellékszereplő (komédia/musical)
- Jelölés: Chicagói Filmkritikusok Egyesülete (1998) – Legjobb mellékszereplő
- Jelölés: Golden Globe-díj (1998) – Legjobb férfi mellékszereplő
- Jelölés: Oscar-díj (1998) – Legjobb férfi mellékszereplő

A szerelem hálójában (1998)
- Díj: Blockbuster Entertainment-díj (1999) – Legjobb férfi mellékszereplő

A szexfüggő (2002)
- Jelölés: New York-i Filmkritikusok Egyesülete (2002) – Legjobb színész (3. hely)

A család kicsi kincse (2006)
- Díj: Filmszínészek Egyesülete (2007) – Legjobb filmes csapat
- Díj: Phoenixi Filmkritikusok Egyesülete (2006) – Legjobb csapat
- Jelölés: Gotham-díj (2006) – Legjobb filmes csapat

Isteni szikra (2008)
- Díj: Boston Filmfesztivál (2008) – Legjobb színész

A Kennedy-család (2011)
- Jelölés: Filmszínészek Egyesülete (2012) – Legjobb férfi főszereplő (televíziós minisorozat/tévéfilm)
- Jelölés: Primetime Emmy-díj (2011) – Legjobb férfi főszereplő (minisorozat vagy tévéfilm)

Egyéb kitüntetései
- díj: Arany Alma (1996) - Az év embere
- díj: ShoWest Convention (1996) - A holnap sztárja
- díj: Nappali Emmy-díj (1995) - Különdíj (Talk Soup)

## Fordítás
- Ez a szócikk részben vagy egészben  a   Greg_Kinnear című angol Wikipédia-szócikk ezen változatának fordításán alapul.  Az eredeti cikk szerkesztőit annak laptörténete sorolja fel. Ez a jelzés csupán a megfogalmazás eredetét és a szerzői jogokat jelzi, nem szolgál a cikkben szereplő információk forrásmegjelöléseként.